# Paramulciber flavosignatus
Paramulciber flavosignatus là một loài bọ cánh cứng trong họ Cerambycidae.